# Internazionali Città di Vicenza 2024 - Doppio
Il doppio del torneo di tennis professionistico Internazionali Città di Vicenza 2024, facente parte della categoria Challenger 75 nell'ambito dell'ATP Challenger Tour 2024, si è giocato dal 27 maggio al 2 giugno a Vicenza, in Italia. Anirudh Chandrasekar e Vijay Sundar Prashanth erano i detentori del titolo ma hanno scelto di partecipare con compagni diversi: Chandrasekar ha giocato in coppia con Arjun Kadhe mentre Prashanth in coppia con Jeevan Nedunchezhiyan.
In finale Vladyslav Manafov e Patrik Niklas-Salminen hanno sconfitto Andre Begemann e Niki Kaliyanda Poonacha con il punteggio di 6–3, 6–4.

## Teste di serie
1. Boris Arias /  Federico Zeballos (primo turno)
2. Anirudh Chandrasekar /  Arjun Kadhe (primo turno)

1. Jeevan Nedunchezhiyan /  Vijay Sundar Prashanth (quarti di finale)
2. Andre Begemann /  Niki Kaliyanda Poonacha (finale)

## Wildcard
1. Jacopo Bilardo /  Giorgio Ricca (primo turno)

1. Luca Giacomini /  Giovanni Oradini (semifinale)

## Alternate
1. Ergi Kırkın /  Dmitrij Popko (primo turno)

## Tabellone

### Legenda
| - Q = Qualificato - WC = Wild card - LL = Lucky loser | - ALT = Alternate - SE = Special Exempt - PR = Protected Ranking | - w/o = Walkover - r = Ritirato - d = Squalificato |

|  | Primo turno | Primo turno                     | Primo turno              | Primo turno | Primo turno |  |  | Quarti di finale | Quarti di finale                | Quarti di finale              | Quarti di finale            | Quarti di finale            |   |     | Semifinali | Semifinali                               | Semifinali                               | Semifinali                             | Semifinali                             |   |   | Finale | Finale | Finale | Finale | Finale |  |
|  |             |                                 |                          |             |             |  |  |                  |                                 |                               |                             |                             |   |     |            |                                          |                                          |                                        |                                        |   |   |        |        |        |        |        |  |
|  | 1           | B Arias F Zeballos              | 3                        | 6           | [10]        |  |  |                  |                                 |                               |                             |                             |   |     |            |                                          |                                          |                                        |                                        |   |   |        |        |        |        |        |  |
|  |             | J Schnaitter M Wallner          | 6                        | 3           | [12]        |  |  |                  | J Schnaitter M Wallner          | J Schnaitter M Wallner        | 6                           | 6                           |   |     |            |                                          |                                          |                                        |                                        |   |   |        |        |        |        |        |  |
|  |             | C Bittoun A Donski              | C Bittoun A Donski       | 4           | 61          |  |  |                  | R Ho C Puttergill               | R Ho C Puttergill             | 3                           | 1                           |   |     |            |                                          |                                          |                                        |                                        |   |   |        |        |        |        |        |  |
|  |             | R Ho C Puttergill               | R Ho C Puttergill        | 6           | 7           |  |  |                  |                                 |                               |                             |                             |   |     |            | J Schnaitter M Wallner                   | J Schnaitter M Wallner                   | 2                                      | 5                                      |   |   |        |        |        |        |        |  |
|  | 3           | J Nedunchezhiyan VS Prashanth   | 6                        | 2           | [8]         |  |  |                  |                                 |                               | V Manafov P Niklas-Salminen | V Manafov P Niklas-Salminen | 6 | 7   |            |                                          |                                          |                                        |                                        |   |   |        |        |        |        |        |  |
|  |             | D Vega Hernández S Walków       | 4                        | 6           | [7]r        |  |  | 3                | J Nedunchezhiyan VS Prashanth   | J Nedunchezhiyan VS Prashanth | 3                           | 4                           |   |     |            |                                          |                                          |                                        |                                        |   |   |        |        |        |        |        |  |
|  |             | V Manafov P Niklas-Salminen     | 4                        | 7           | [10]        |  |  |                  | V Manafov P Niklas-Salminen     | V Manafov P Niklas-Salminen   | 6                           | 6                           |   |     |            |                                          |                                          |                                        |                                        |   |   |        |        |        |        |        |  |
|  | Alt         | E Kırkın D Popko                | 6                        | 5           | [7]         |  |  |                  |                                 |                               |                             |                             |   |     |            | Vladyslav Manafov Patrik Niklas-Salminen | Vladyslav Manafov Patrik Niklas-Salminen | 6                                      | 6                                      |   |   |        |        |        |        |        |  |
|  | WC          | J Bilardo G Ricca               | J Bilardo G Ricca        | 3           | 5           |  |  |                  |                                 |                               |                             |                             |   |     |            |                                          | 4                                        | Andre Begemann Niki Kaliyanda Poonacha | Andre Begemann Niki Kaliyanda Poonacha | 3 | 4 |        |        |        |        |        |  |
|  |             | K Drzewiecki L Margaroli        | K Drzewiecki L Margaroli | 6           | 7           |  |  |                  | K Drzewiecki L Margaroli        | 2                             | 1                           | r                           |   |     |            |                                          |                                          |                                        |                                        |   |   |        |        |        |        |        |  |
|  |             | R Seggerman P Trhac             | 3                        | 7           | [8]         |  |  | 4                | A Begemann N Kaliyanda Poonacha | 6                             | 3                           |                             |   |     |            |                                          |                                          |                                        |                                        |   |   |        |        |        |        |        |  |
|  | 4           | A Begemann N Kaliyanda Poonacha | 6                        | 64          | [10]        |  |  |                  |                                 |                               |                             |                             |   |     | 4          | A Begemann N Kaliyanda Poonacha          | 6                                        | 4                                      | [10]                                   |   |   |        |        |        |        |        |  |
|  |             | G Goldhoff J Ingildsen          | 7                        | 3           | [13]        |  |  |                  |                                 | WC                            | L Giacomini G Oradini       | 4                           | 6 | [6] |            |                                          |                                          |                                        |                                        |   |   |        |        |        |        |        |  |
|  | WC          | L Giacomini G Oradini           | 5                        | 6           | [15]        |  |  | WC               | L Giacomini G Oradini           | 3                             | 6                           | [10]                        |   |     |            |                                          |                                          |                                        |                                        |   |   |        |        |        |        |        |  |
|  |             | M Bortolotti A Jecan            | 6                        | 67          | [11]        |  |  |                  | M Bortolotti A Jecan            | 6                             | 3                           | [8]                         |   |     |            |                                          |                                          |                                        |                                        |   |   |        |        |        |        |        |  |
|  | 2           | A Chandrasekar A Kadhe          | 2                        | 79          | [9]         |  |  |                  |                                 |                               |                             |                             |   |     |            |                                          |                                          |                                        |                                        |   |   |        |        |        |        |        |  |